# 관치목
관치목(管齒目, Tubulidentata)은 포유강 수아강 진수하강 아프로테리아상목에 속하는 목이다. 속해 있는 과는 땅돼지과(Orycteropodidae) 1과뿐이며, 과거 많은 종이 속해 있었지만 거의 절멸하고, 현재 땅돼지(학명: Orycteropus afer) 1종만이 명맥을 잇고 있다. 관치목이라는 이름은 이빨이 대롱 모양으로 나 있는 것을 두고 붙여졌다.

## 하위 속
- 땅돼지과 (Orycteropodidae)
  - 땅돼지속 (Orycteropus)
  - † Amphiorycteropus
  - † Eteketoni[2]
  - † Leptorycteropus
  - † Myorycteropus[3]